# Vladislav Arventii
Vladislav Arventii (19 agosto 1993) è un taekwondoka moldavo.

## Palmarès
- Europei

San Pietroburgo 2010: bronzo nei 63 kg;
Baku 2014: bronzo nei 63 kg.